# Sanchin
Sanchin là một bài kata của Karate. Đây là bài quyền cơ bản của phái Naha-te, giống như bài Naihanchi ở các lưu phái Shuri-te và Tomari-te. Bài này vốn do Higaonna Kanryō (東恩納寛量, 1853-1915) chế ra. Nó là bài kata nhập môn của phái Uechi-ryū (上地), và ở trên đất liền Nhật Bản nó là một bài quyền của phái Gōjō-ryū.
Nếu viết bằng chữ Hán, Sanchin sẽ là 三戦 (Tam chiến). Tuy nhiên cũng có lưu phái viết Sanchin bằng chữ Hán là 三進 (Tam tiến), hoặc 参戦 (Tham chiến).
Đặc thù của bài này là tập động tác đồng đều với tập phương pháp hô hấp phát rõ tiếng hơi thở. Đầu gối để ở tư thế hình chữ Bát (八), gọi là thế tấn Sanchin tạo cho võ sĩ thế đứng vững chắc. Có thuyết cho rằng thế tấn này hình thành từ kinh nghiệm đứng trên thuyền của người Ryukyu. Luyện Sanchin cho phép nâng cao khả năng phòng thủ, vững chãi, tập trung, nhanh nhạy.
Môn Bạch hạc quyền của võ thuật phía Nam Trung Quốc có bài quyền (Sáo lộ (套路)) nhập môn mà động tác khá giống Sanchin.